# سارا هاردینگ
سارا هاردینگ (به انگلیسی: Sarah Harding) (زاده ۱۷ نوامبر ۱۹۸۱ – درگذشته ۵ سپتامبر ۲۰۲۱) خواننده، ترانه‌سرا، مدل و بازیگر انگلیسی بود.
او عضو گروه گرلز الاود بود.
او در فیلم سنت ترینیان ۲ بازی کرده‌است.